# Savai'i
Savaiʻi je najveći (1700 km2) i najviši (Silisili, 1,858 m) otok u Samoi. Samoanci ovaj otok još nazivaju i Salafi. Na otoku je 2016. živjelo 43,958 stanovnika koji čine 24% ukupne populacije Samoe. Otok je vulkanskog porijekla i danas je aktivan sa zadnjom erupcijom 1911. godine. Na otoku se nalaze luke Salelologa i Asau.

## Flora i fauna
- Samoanski letipas

## Vanjske poveznice
|  | Zajednički poslužitelj ima još gradiva o temi Savai'i |